# Ofotbanen
Ofotbanen – zelektryfikowana linia kolejowa w Norwegii z Narwiku do granicy państwa o długości 40 km oddana do użytku w roku 1902. Linia pełniła ważną rolę w transporcie rud żelaza.

## Przebieg
Odcinek norweski jest częścią trasy łączącej port w Narwiku z kopalniami rudy żelaza oraz Luleå o długości 500 km.
| Nazwa           | Odległość od Narwiku |
| --------------- | -------------------- |
| Narwik (port)   | 3                    |
| Narwik          | 0                    |
| Straumsnes      | 10                   |
| Rombak          | 18                   |
| Katterat        | 27                   |
| Søsterbekk      | 33                   |
| Bjørnfjell      | 38                   |
| Granica państwa | 40                   |
| Kiruna          | 169                  |

## Ruch pasażerski i towarowy
Linia kolejowa służy przede wszystkim do transportu rudy żelaza z Kiruny do portu w Narwiku i jest częścią linii łączącej port z południem Szwecji. Dziennie przejeżdża nią ok. 12 pociągów towarowych. W roku 2006 linią przetransportowano 15 mln ton rudy.
Linia służy także ruchowi pasażerskiemu, a jej operatorem jest szwedzki przewoźnik SJ AB. W 2011 ruch dzienny były to 4 pociągi do Luleå i Sztokholmu. Czas podróży do stolicy Szwecji wynosił 18 i pół godziny.

## Historia
W roku 1898 parlament szwedzki Riksdag i norweski Storting zdecydowały, że linia kolejowa łącząca kopalnie w Kirunie z południem Szwecji będzie przedłużona do portu w Narwiku. W 1899 linia połączyła Kirunę z południem Szwecji, a dwa lata później dotarła do granicy szwedzko-norweskiej, a pod koniec roku pierwszy transport rudy dotarł do portu w Narwiku. Linia została uroczyście otwarta 14 stycznia w obecności króla Oskara II. W roku 1906 otwarto stały terminal w porcie w Narwiku obsługujący ruch kolejowy. W roku 1915 otwarto elektrownię w Porjus i zelektryfikowano linię do Kiruny po stronie szwedzkiej. Po stronie norweskiej linia została zelektryfikowana w roku 1923. W 1924 roku wybudowano nową stację graniczną. Podczas II wojny światowej w roku 1940 o port w Narwiku i linię kolejową stoczono bitwę między siłami niemieckimi i alianckim Korpusem Ekspedycyjnym.